# Žďár nad Metují
Žďár nad Metují – gmina w Czechach, w powiecie Náchod, w kraju hradeckim. Według danych z dnia 1 stycznia 2013 liczyła 651 mieszkańców.

## Zabytki
- na budynku nr 161 (Ostaš) znajduje się herb opactwa w Broumovie[2].